# Staropolska Chorągiew Harcerzy ZHR
Staropolska Chorągiew Harcerzy ZHR – jednostka terytorialna Organizacji Harcerzy ZHR. Zrzesza hufce działające głównie na terenie Mazowsza i województwa świętokrzyskiego. 

## Historia
Chorągiew została  powołana rozkazem Naczelnika Harcerzy z dnia 1 kwietnia 2016 roku na wniosek drużyn harcerskich z południowych krańców Mazowieckiej Chorągwi Harcerzy ZHR. Idea utworzenia wspólnej struktury organizacyjnej ZHR, skupiającej drużyny, szczepy, hufce funkcjonujące na terenie Świętokrzyskiego i Ziemi Radomskiej, pojawiła się po raz pierwszy już w latach 90. XX wieku. W dniu 13 grudnia 2015 roku Rada Naczelna ZHR uwzględniła wniosek instruktorek i instruktorów z Pionek, Kozienic, Zwolenia, Radomia, Jedlni-Letnisko, Skarżyska-Kamiennej, Starachowic, Suchedniowa, Bałtowa, a ówczesna przewodnicząca ZHR powołała z dniem 1 kwietnia 2016 r. Okręg Staropolski ZHR w którego skład wchodziły Staropolska Chorągiew Harcerzy i Staropolska Chorągiew Harcerek. Ustaliła również zasięg terytorialny chorągwi oraz wyznaczenia siedzibę w Pionkach
Nazwa chorągwi nawiązuje do wspólnych korzeni, tradycji i współpracy znacznej części obszaru byłego Centralnego Okręgu Przemysłowego, gdzie w przeszłości bardzo żywiołowo i prężenie tworzyło się oraz rozwijało harcerstwo, tworząc ponad stuletnie tradycje harcerskie.

## Komenda Chorągwi
W kwietniu 2016 roku odbył się I zjazd Chorągwi podczas którego wybrano władze. Pierwszym przewodniczącym Zarządu Okręgu został hm Krzysztof Jerzy Piaseczny HR, komendantką Staropolskiej Chorągwi Harcerek została  podharcmistrzyni Monika Zielińska, a komendantem Staropolskiej Chorągwi Harcerzy harcmistrz Rafał Obarzanek.
Skład komendy (2022):
- p.o. Komendanta Chorągwi – phm. Paweł Szulc HR
- Członek Komendy Chorągwi / Przewodniczący KI – hm. Roman Wróbel HR
- Członek Komendy Chorągwi / Przewodniczący KHR – phm. Zbigniew Świątek HR
- Szef Referatu Zuchowego – pwd. Rafał Danasiewicz HO
- p.o. Hufcowego Skarżyskiego Hufca Harcerzy „Gniazdo” – pwd. Marcin Lenard HO
- Hufcowy Pionkowskiego Hufca Harcerzy „Darzbór” – phm. Tomasz Piaseczny HR
- p.o. Komendanta Jedleńskiego Związku Drużyn – wakat

## Hufce
- Pionkowski Hufiec Harcerzy „Darzbór”[6]
- Skarżyski Hufiec Harcerzy[6]
- Jedleński Związek Drużyn Harcerzy[6]